# Kátia Aveiro
Liliana Cátia dos Santos Aveiro (Funchal, Islas Madeira, 5 de octubre de 1976), conocida como Katia Aveiro, es una cantante portuguesa que empezó su carrera musical en el 2005 bajo el nombre artístico de Ronalda. En el 2013, lanzó su sencillo Boom Sem Parar con su nuevo nombre artístico.

## Vida personal
Liliana Cátia dos Santos Aveiro nació en la ciudad de Funchal, capital de las Islas Madeira. Es hija de José Dinis Aveiro (30 de septiembre de 1953 - 6 de septiembre de 2005) y de Maria Dolores Spinola dos Santos (31 de diciembre de 1954) y hermana de Elma (10 de marzo de 1973), Hugo (1975) y el futbolista Cristiano Ronaldo (1985). Vive en Portugal con sus dos hijos, Rodrigo y José Denis Aveiro Pereira.
Se ha dedicado al mundo de la música desde 2005. En el 2007 abandonó temporalmente los escenarios para cuidar a su familia.
A partir del 2013, con motivo de su sencillo producido por RedOne, volvió al panorama musical y un año más tarde fue concursante de la edición del 2014 de Supervivientes (Telecinco), lo que le dio más fama en España . A partir de ahí empezó a estar más presente en las redes sociales, lanzado el sencillo "Latina de Cuerpo y Alma" (2014) y participando en "Delícia" (2015), sencillo del cantante brasileño Marcus Machado. En YouTube circula también otra colaboración, titulada "Garota Sensação", con Juliano Rosa.
En 2016, se lanza al mundo de los negocios, lanzando su línea de gafas de sol, bajo la marca "KA SUNGLASES" y meses más tarde adquiere la licencia para comercializar la marca de cosméticos de las hermanas Kardashian.

## Carrera musical

### Ronalda
Katia Aveiro empieza en el 2005 su carrera musical, bajo el apodo de «Ronalda», haciendo referencia a su hermano, el futbolista Cristiano Ronaldo. La mayoría de las canciones que compone Kátia son baladas pop, ya que hablan del amor y tienen un ritmo lento.
Su primer disco, llamado Pronta Pra Te Amar, fue editado en 2005 y constaba de 11 canciones totalmente en portugués. El primer sencillo llevaba por título el mismo que el CD: «Pronta Pra Te Amar».
Al año siguiente, Katia, después de su éxito cosechado, lanzó Esperança (2006). Fue tal el éxito de este disco compacto que en Portugal Kátia hizo su primera gira, Esperança Tour, por todo el país. La canción que más repercusión tuvo fue «Obrigada Mano», una canción dedicada a su hermano Cristiano Ronaldo.
Kátia publicó su tercer disco de estudio, llamado De Corpo e Alma (2007), un disco bastante decisivo en su carrera, ya que después de este disco, estaría cinco años sin volver a los escenarios. El disco contiene una canción de apoyo a Cristiano y una canción dedicada a su padre fallecido, Dinis Aveiro, llamada «Hope to See You».

### Katia Aveiro
Después de 5 años, Kátia dejó de ser Ronalda para volver a los escenarios.
En 2013, lanzó su primer sencillo bajo su nuevo nombre artístico: "Boom Sem Parar". La canción tuvo una muy buena acogida en YouTube, consiguiendo en un mes más de 500.000 reproducciones. El sencillo estuvo producido por RedOne, el productor de Just dance (de Lady Gaga) y Live It Up (de Jennifer López), entre otros. Ese mismo año, el 23 de julio hace la presentación oficial en el local Seven y más tarde, el 18 de septiembre, lo haría en Madrid con una gran expectación .
En 2014, Katia Aveiro se embarcaba en "Supervivientes 2014", donde fue la primera mujer en ser proclamada líder consecutiva en dos semanas.
El 19 de agosto de 2014, lanzó en YouTube el videoclip de "Latina de Cuerpo y Alma", que fue número 1 en Itunes durante la última semana de agosto.

## Discografía

### Álbumes de estudio
- 2005: Pronta pra te amar (Ronalda)
- 2006: Esperança (Ronalda)
- 2007: De corpo e alma (Ronalda)
- 2013: Boom sem parar[1]
- 2014:  Latina de cuerpo y alma
- 2015:  Delicia (ft Marcus Machado

### Sencillos
- 2005: "Pronta P'ra Te Amar".
- 2006: "Portugal Mundial 2006".
- 2013: Boom sem parar.
- 2014: "Latina de cuerpo y alma"
- 2015: "Delicia ft Marcus Machado.
- 2016: "Acurrucate ft DKB"

## Televisión
- Hay una cosa que te quiero decir - Invitada (2014)
- Supervivientes - Concursante (2014)
- Hable con ellas - Invitada (2014)
- Sálvame Deluxe - Entrevistas (2014)
- Killer Karaoke - Concursante Invitada (2014)
- Mujeres y Hombres y Viceversa - Asesora del Amor (2014)
- Dança com as estrelas - Participante (2015)